# Leonardo Andervolti
Leonardo Andervolti (Gaio, 2 maggio 1805 – Gaio, 6 ottobre 1867) è stato un patriota italiano.
Figlio di Giuseppe Andervolti, successivamente italianizzato in Andervolti, e Lucia Urbanis, è conosciuto in Friuli-Venezia Giulia, dove ha avuto un ruolo importante nel Risorgimento italiano. Dopo aver frequentato le scuole a Portogruaro, frequentò l'Accademia di Belle Arti di Venezia. Ebbe un ruolo importante nella difesa di Osoppo e Venezia contro gli austriaci nel 1848 durante la prima guerra di indipendenza. È noto anche per il suo trattato  Benemeriti Campioni dell'Indipendenza Italiana, un elogio alla figura mitica di Enrico Ulissi.